# Apatheia
Apatheia (em grego:  ἀπάθεια em grego:  ἀ (a)- "ausência" e πάθος (pathos) - "sofrimento" ou "paixão") de acordo com a filosofia estoica, é um estado de espírito alcançado quando uma pessoa está livre de perturbações emocionais. É melhor traduzida como equanimidade, em vez de indiferença. Não deve ser confundida com o termo apatia - comum no ramo de psicologia e psiquiatria - considerado como um critério de diagnóstico que é caracterizado pela perda de interesse e retardo psicomotor, por exemplo em casos de depressão. De acordo com os estoicos, apatheia é a qualidade que caracteriza o sábio.

## Filosofia Antiga

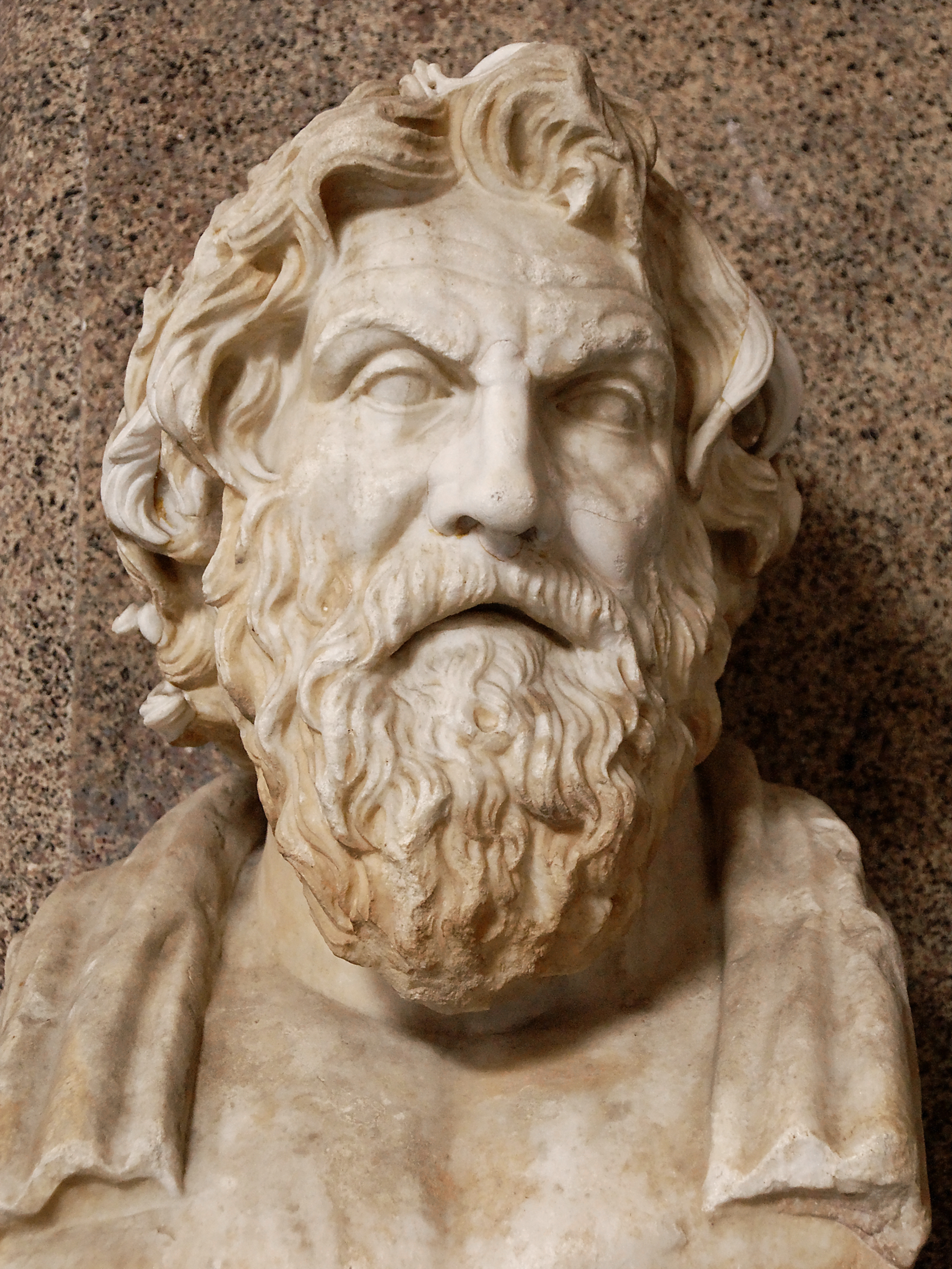
Busto de Antístenes, o fundador do cinismo. Cópia romana a partir de um original helenísta, Museo Pio-Clementino, Sala delle Muse

O termo apatheia referido na língua grega antiga, em geral, é a propriedade de uma coisa ou pessoa de não estar sujeita à influência de algo externo. Se uma pessoa, se caracteriza pela mudança de sentimentos e estados de espírito geralmente desencadeados por percepções sensoriais. Na mente da pessoa sob a apatheia, o estado de espírito é desencadeado pela percepção de eventos no mundo exterior mas sem emoção. Por isso, ela é imparcial, frugal e auto-suficiente (em grego:  αὐτάρκεια autharkeia, autarquia); a saudade e o desejo (epithymia) são tão estranhos para ele como o medo. Num sentido mais amplo, entende-se por apatheia a ausência de todas as emoções, incluindo as agradáveis, mesmo que consideradas desejáveis. Muitas vezes, porém, o termo apatheia é usado em um sentido mais restrito na literatura antiga do que apenas ou principalmente de excitações emocionais indesejadas destinadas a serem percebidas de forma negativa, mas de um ponto de vista filosófico.
Na filosofia antiga, o termo apatheia tanto foi entendida no sentido moderado de repressão e controle de emoções dolorosas e destrutivas, - como a raiva, o medo, a inveja e o ódio - quanto no sentido radical de extirpação completa de tais emoções. A apatheia era um pré-requisito para a realização da ataraxia (firmeza de espírito) e foi considerada como um bem importante ou mesmo um bem supremo. Foi neste sentido que Antístenes, o fundador do cinismo a compreendeu e a definiu como um objetivo desejável a quem Sócrates serviu como modelo. Os estoicos tiveram essa ideia e fez dela a parte central de sua doutrina, a libertação da tirania que nos afeta permite-nos a serenidade, a paz de espírito e a sanidade na ação. A repressão ao sentimento também incluiu a compaixão e o remorso, pois causam dor, o que não é aceitável para um sábio estoico, do mesmo modo que a compaixão, a inveja causa dor sendo também  colocada no mesmo nível. A apatheia perfeita era considerada uma marca do sábio estoico. Assim escreveu o estoico Marco Aurélio:
Seja como o promontório contra o qual as ondas quebram continuamente, mas se mantém firme e doma a fúria da água ao seu redor.— Marco Aurélio
Aristóteles afirmava que a virtude estava no meio termo entre o excesso e a falta de emoção (metriopatheia), os estoicos, por outro lado, buscavam a libertação de todas as paixões (apatheia).
Ele procurou eliminar as respostas emocionais aos eventos externos que estão além do controle da pessoa. Para os estoicos, era a resposta  racional ideal para um indivíduo, porque não podemos controlar os acontecimentos originários da vontade dos outros ou pela Natureza, só podemos controlar a nossa própria vontade. Isto não implica a perda de todo o sentimento ou cortar suas relações com o mundo. Um estoico realiza julgamentos e atos virtuosos experimenta a felicidade (eudaimonia) e bons sentimentos (eupatheia). 
O termo foi adotado por Plotino em seu desenvolvimento do neoplatonismo como a liberdade da alma de emoção conseguido quando se atinge o seu estado purificado.
O termo faz parte do cristianismo primitivo, onde apatheia significa liberdade de necessidades e impulsos indisciplinados. O monasticismo ortodoxo ainda usa o termo neste sentido.
A dor é leve, se a opinião não acrescentar nada a ela; ... pensando que ligeira, você irá torná-la leve. Tudo depende da opinião, ambição, luxúria, ganância..... É de acordo com a opinião que nós sofremos. ... Por isso, vamos ganhar o caminho para a vitória em todas as nossas lutas, - pois a recompensa é ... virtude, firmeza de alma, e uma paz que é ganha para todos os tempos.— Seneca,  Epístolas, LXXVIII. 13-16